# Aire (fiume Francia)
L'Aire è un fiume delle Ardenne, nel nord della Francia. Affluente dell'Aisne, ha la sorgente vicino al villaggio di Saint-Aubin-sur-Aire. Il suo corso, lungo 143 km, attraversa i dipartimenti della Mosa e delle Ardenne e le città di Pierrefitte-sur-Aire, Clermont-en-Argonne, Varennes-en-Argonne e Grandpré, prima di affluire nell'Aisne nei pressi di Termes.
Il bacino del fiume, che ha una portata di 13 m³/s, ha una superficie di 1.043 km². Il fiume ha cinque affluenti: l'Ezrule, il Cousance, il Buanthe, l'Exermont e l'Agron. Prima di arrivare all'Aisne, il fiume affluisce nel Bar, a sua volta un affluente della Mosa.